# ریچارد دوم (نمایشنامه)

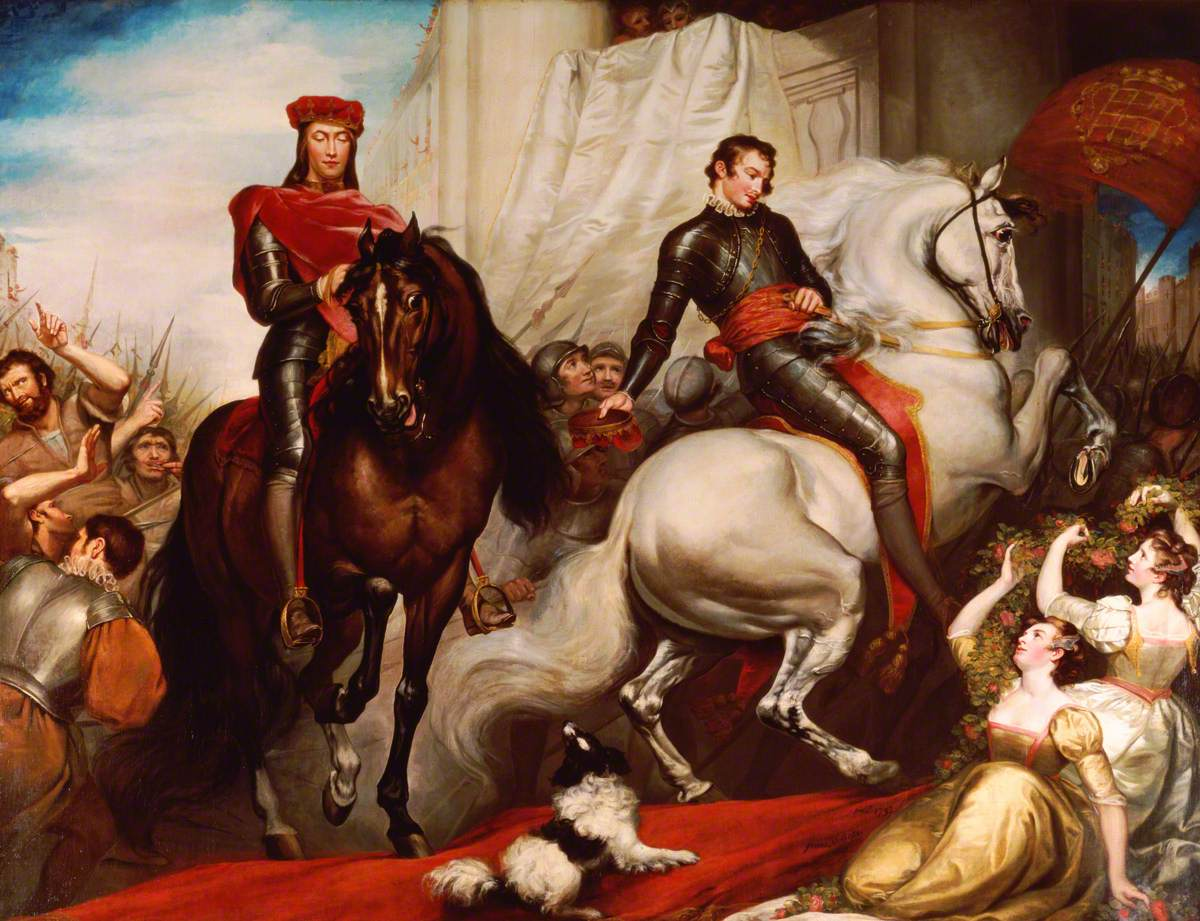
ورود ریچارد و بولینگبروک به لندن (از نمایشنامهٔ «ریچارد دوم» ویلیام شکسپیر، پردهٔ پنجم، صحنه ۲)، جیمز نورث‌کوت (۱۷۹۳)

زندگی و مرگ شاه ریچارد دوم (انگلیسی: The Life and Death of King Richard the Second) که معمولاً با نام ریچارد دوم شناخته می‌شود، یک نمایشنامهٔ تاریخی از ویلیام شکسپیر است که احتمالاً در سال ۱۵۹۵ نگاشته شده‌است. این نمایشنامه بر پایهٔ زندگی ریچارد دوم انگلستان (دوران حکومت: ۱۳۷۷ تا ۱۳۹۹) نوشته شده و دربارهٔ تاریخچه سقوط وی و دسیسه‌های اشراف و نجیب‌زادگان پیرامون اوست. این نمایشنامه، نخستین قسمت از چهارگانه‌ای است که توسط برخی از محققان با عنوان «هِـنریاد» یاد می‌شود و پس از آن، سه نمایشنامه دیگر در مورد جانشینان ریچارد نوشته شد: هنری چهارم، قسمت اول، هنری چهارم، قسمت دوم و هنری پنجم.

## شخصیت‌ها
اصلی:
- ریچارد دوم
- جان گونت
- ادموند، دوک یورک
- دوک آمرل
- توماس موبری
- ملکه
- دوشس یورک
- دوشس گلوچستر

یاغی‌ها:
- هنری چهارم
- ارل نورثومبرلند
- هنری پرسی
- لرد راس
- لرد ویلوبی
- ارد فینزواتر
- سـِر پیرس اسکتون

متحدان یاغی‌ها:
- دوک ساری
- ارل سالیسبری
- بوشی
- بگت
- گرین
- اسقف کارلایل
- راهب وست‌مینستر
- سِـر استیون اسکروپ

دیگران:
- لرد مارشال
- سروان ولزی
- دو افسر مأمور رساندن پیام‌های رسمی پادشاه
- باغبان
- دستیار باغبان
- ندیمه‌های ملکه
- زندانبان
- اصطبل‌دار
- میهمانان، لردها، سربازان، جارچی‌ها و غیره